# Butia purpurascens
Butia purpurascens är en enhjärtbladig växtart som beskrevs av Sidney Frederick Glassman. Butia purpurascens ingår i släktet Butia och familjen Arecaceae. IUCN kategoriserar arten globalt som sårbar. Inga underarter finns listade i Catalogue of Life.